# Хен
Хен (њем. Höhn) општина је у њемачкој савезној држави Рајна-Палатинат. Једно је од 192 општинска средишта округа Вестервалд. Према процјени из 2010. у општини је живјело 3.162 становника. Посједује регионалну шифру (AGS) 7143242.

## Географски и демографски подаци
Хен се налази у савезној држави Рајна-Палатинат у округу Вестервалд. Општина се налази на надморској висини од 508 метара. Површина општине износи 13,7 km². У самом мјесту је, према процјени из 2010. године, живјело 3.162 становника. Просјечна густина становништва износи 231 становника/km².